# Kerriochloa
Kerriochloa là một chi thực vật có hoa trong họ Hòa thảo (Poaceae).

## Loài
Chi Kerriochloa gồm các loài: